# Robot Operating System
Robot Operating System (ROS; операційна система роботів або операційна система «Робот») — вільна операційна система для програмування роботів, створена в лабораторії штучного інтелекту Стенфордського університету, і перетворена в повноцінний продукт компанією Willow Garage.

## ROS-пакети
ROS містить багато реалізацій алгоритмів та функцій робототехніки. Вони організовані в «пакети». Багато пакетів включені до складу дистрибутивів ROS, тоді як інші можуть бути розроблені сторонніми розробниками та розповсюджуватись наприклад на Github. Існує список таких пакетів.
Перспективним напрямом реалізації ROS є її інтеграція зі службою поширення даних  DDS для групового управління кількома роботами.

## ROS-M
Версія ROS для тактичних безекіпажних платформ (англ. Robotic Operating System - Military) розробляється фахівцями U.S. Army Combat Capabilities Development Command (CCDC) Ground Vehicle Systems Center (GVSC) (колишній Центр досліджень, розробок та інженерінгу бронетанкової техніки США (TARDEC)).